# Emil Eichhorn
Pour les articles homonymes, voir Eichhorn.
Robert Emil Eichhorn, né le 9 octobre 1863 à Röhrsdorf (quartier de Chemnitz) et mort le 26 juillet 1925 à Berlin, est un homme politique allemand, membre du SPD, de l'USPD, puis du KPD, député du Reichstag et journaliste.

## Biographie
Fils d'un artisan, Emil Eichhorn étudie la mécanique de 1878 à 1882 puis travaille comme mécanicien dans plusieurs villes allemandes.
Il adhère en 1881 au Parti social-démocrate d'Allemagne (SPD), alors illégal, et en devient permanent en 1893. Il est journaliste au Sächsische Arbeiterzeitung, puis au Mannheimer Volksstimme de 1900 à 1905. Il est secrétaire du SPD dans le Land de Bade à partir de 1896.
Il est élu au Landtag de Bade (1901-1908), ainsi qu'au Reichstag (1903-1912). De plus, il dirige le bureau de presse du SPD à Berlin (1908-1917).
Appartenant à l'aile gauche des sociaux-démocrates, il quitte le SPD et adhère au Parti social-démocrate indépendant (USPD) lors de sa création en 1917. Il en dirige le service de presse. D'août à novembre 1918, il dirige aussi le bureau berlinois de l'agence de presse soviétique ROSTA.
Nommé préfet de police de Berlin le 9 novembre 1918, lors de la révolution allemande menant à la chute du Kaiser, Emil Eichhorn est démis de ses fonctions le 4 janvier 1919, après un combat acharné et la prise d'assaut de la préfecture de police. Le lendemain, une manifestation de masse à Berlin contre ce renvoi a lieu, qui débouche sur une insurrection « spartakiste » brutalement réprimée par les corps francs.
À peine quelques jours plus tard, le 19 janvier 1919, Eichhorn est élu à l'Assemblée constituante de Weimar. Il entre à nouveau au Reichstag le 6 juin 1920. Fin 1920, il rejoint le Parti communiste d'Allemagne (KPD) avec la majorité de l'USPD, et y reste après avril 1921 malgré ses sympathies pour Paul Levi et Ernst Däumig (de), exclus pour avoir critiqué la politique qui mena au soulèvement de mars 1921. Il est réélu au Reichstag en 1924. Frappé par un mandat d'arrêt depuis janvier 1919, protégé uniquement par son immunité parlementaire, il doit se cacher en 1920 et 1924, à chaque dissolution du parlement, le temps d'être réélu.
Il est l'auteur de plusieurs ouvrages politiques.
Emil Eichhorn meurt le 26 juillet 1925. Le KPD souligne qu'il a été « le seul de la vieille garde » aux côtés de Clara Zetkin et Joseph Herzfeld à être « resté fidèle à la révolution »,.